# (73462) 2002 NA53
(73462) 2002 NA53 – planetoida z pasa głównego asteroid okrążająca Słońce w ciągu 5,07 lat w średniej odległości 2,95 j.a. Odkryta 14 lipca 2002 roku.